# Bad Axe
Bad Axe è un comune degli Stati Uniti d'America, situato nello Stato del Michigan, nella contea di Huron, della quale è anche il capoluogo.